# Гаврило Д. Стојановић
Гаврило Д. Стојановић (Конопница, код Власотинца, 27. октобар 1944) учитељ je и песник.

## Биографија
Учитељску школу учио је у Алексинцу и Врању. Дипломирао је на Педагошкој академији у Врању 1974. године. Радио је као учитељ у власотиначким селима: Комарици, Црној Бари, Липовици и Конопници. Дугогодишњи је сарадник многих листова и часописа. Пише песме, приповетке, пошалице и новинарске чланке. Заступљен је у више збирки и антологија као и у заједничким збиркама власотиначких песника. Један је од оснивача Клуба власотиначких литерата Росуља. Живи и ради у родном селу.

## Дела
- Разиграна ливада, песме за децу и одрасле (1994)
- Из учитељеве бележнице, (Песме и шале) (1995)
- Посматрач, песме (2000)
- Раздрагана деца, песме и приче (2000)
- Раздрагана деца, песме и приче (2002)
- Жубор живота, (2007)
- Конопнички жамори, песме и приче за децу (2008)
- Мани бабу, мани деду, песме и приче за децу (2013)

## Награде
- Октобарска награда, општине Власотинце
- Најдражи учитељ, Републичко признање-1993.године.[3]